# Mucsi
Mucsi (németül: Mutsching) község Tolna vármegyében, a Tamási járásban.

## Fekvése
Tolna vármegye középső részén található, annak középpontjától délnyugatra. Két út vezet a faluba: északi irányból egy öt számjegyű országos közút, a 6532-es útból Hőgyész és Dúzs között, még hőgyészi területen kiágazó 65 157-es út; délkelet felől viszont csak egy önkormányzati fenntartású, számozatlan alsóbbrendű út, ami Závod és Tevel között nagyjából félúton tér ki a 6537-es útból. Közigazgatási területének délnyugati, lakatlan részein áthalad a Bonyhád-Kurd közti 6538-as út is.

## Története
A település első írásos említése Mulsche alakban 1403-ból ismert. A török hódoltság során elnéptelenedett, és csak az 1720-as években érkeztek új, Fulda környékéről származó német telepesek.
A 18. század végén Vályi András így írt róla a Magyar országnak leírása című művében:
Német falu Tolna Vármegyében, földes Ura G. Aponyi Uraság, lakosai katolikusok, fekszik Tolnához nem meszsze, és annak filiája, határja a’ természetnek szép javaival bővelkedik. 
A 19. században a grófi Apponyi család volt a falu birtokosa.
A 20. században a két világháború között erőszakos magyarosítás történt. 
Azon kevés község közé tartozik, amelyek a II. világháború utáni kitelepítéskor elvesztették csaknem a teljes német lakosságukat.

## Közélete

### Polgármesterei
- 1990–1994: Keidl Vilmos (független)[6]
- 1994–1998: Keidl Vilmos (független)[7]
- 1998–2002: Binder Kornél (független)[8]
- 2002–2006: Lacza Zoltán (független)[9]
- 2006–2010: Binder Kornél (független)[10]
- 2010–2014: Binder Kornél (független)[11]
- 2014–2019: Kelemen Zoltán (független)[12]
- 2019–2024: Kövecses Patrik (független)[13]
- 2024– : Orbán József (független)[1]

## Népesség
A település népességének változása:
| Lakosok száma | 448  | 426  | 436  | 409  | 409  | 406  | 419  |
|               | 2013 | 2014 | 2015 | 2021 | 2022 | 2023 | 2024 |

A 2011-es népszámlálás során a lakosok 74,4%-a magyarnak, 0,2% bolgárnak, 3,8% cigánynak, 2,4% németnek, 0,2% szlováknak mondta magát (24,9% nem nyilatkozott; a kettős identitások miatt a végösszeg nagyobb lehet 100%-nál). A vallási megoszlás a következő volt: római katolikus 44,5%, református 9,1%, felekezeten kívüli 11,2% (34,9% nem nyilatkozott).
2022-ben a lakosság 64,8%-a vallotta magát magyarnak, 1,2% cigánynak, 1% németnek, 1,2% egyéb, nem hazai nemzetiségűnek (35% nem nyilatkozott; a kettős identitások miatt a végösszeg nagyobb lehet 100%-nál). Vallásuk szerint 14,2% volt római katolikus, 3,4% református, 0,2% evangélikus, 0,2% görög katolikus, 0,2% egyéb keresztény, 0,7% egyéb katolikus, 4,2% felekezeten kívüli (76,3% nem válaszolt).

## Nevezetességei
- Római katolikus temploma műemléki védelem alatt áll. Berendezése jórészt 18. századi, a főoltárkép 1899-ből származik. A szentélyben Szent Valerius ereklyéjét helyezték el, amelyet 1825-ben hozott Rómából gróf Apponyi Antal. A templomot 1960-ban és 1980-ban is felújították. Kertjében az 1800-as évekből származó kőkereszt áll.[16]
- A Dózsa György utcában egy szintén műemléki védettségű, 230 éves Szent Flórián-szobor található.[17]
- A mai település külterületén állt egykor Papd falu, amelyből mára már csak temploma (kápolnája) maradt, az is csak újjáépítve, nem eredeti formájában.
- Szintén a külterületen figyelhető meg egy bronzkori földsánc, ahol erdei pihenőt alakítottak ki.

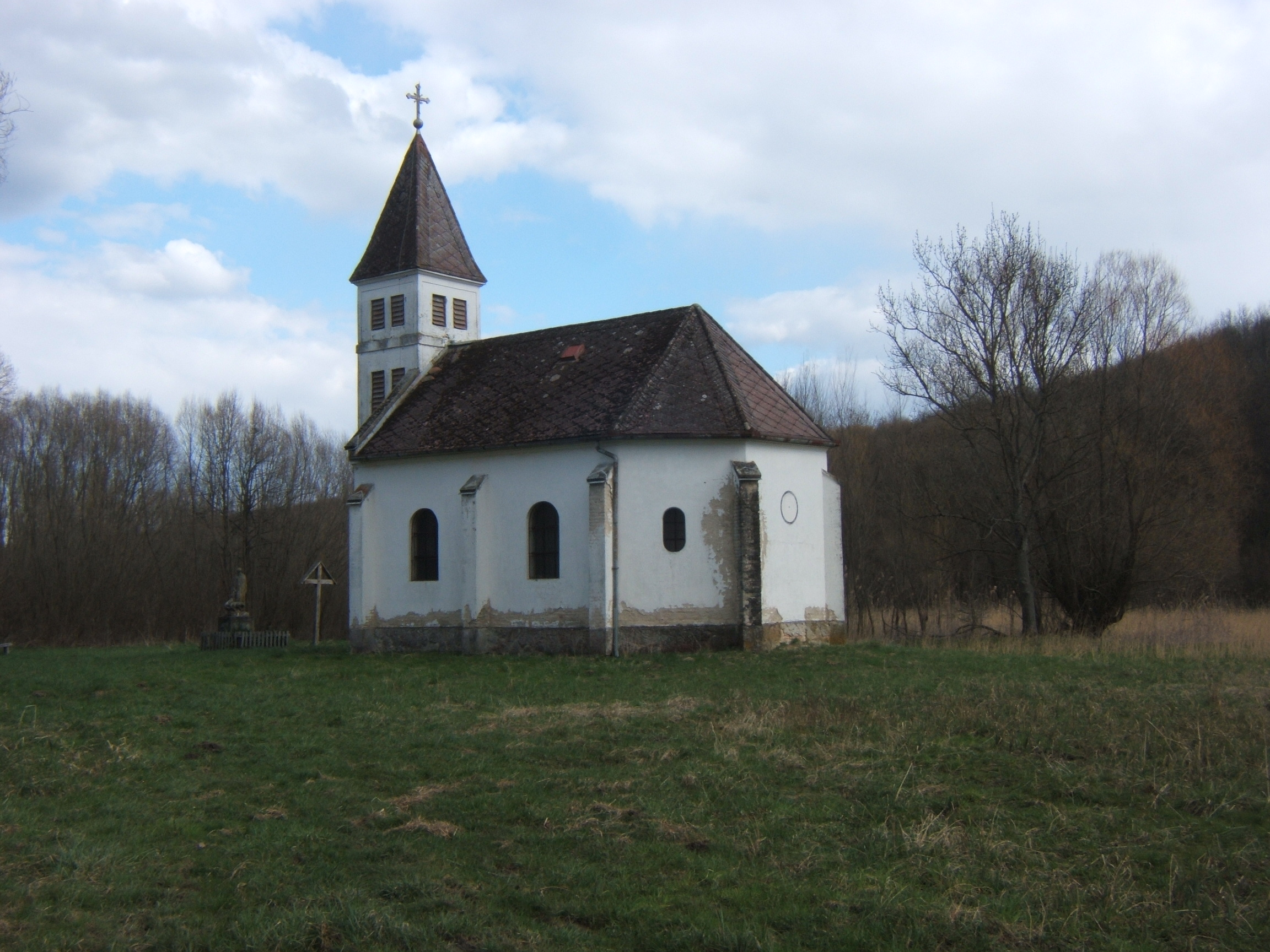
A papdi kápolna
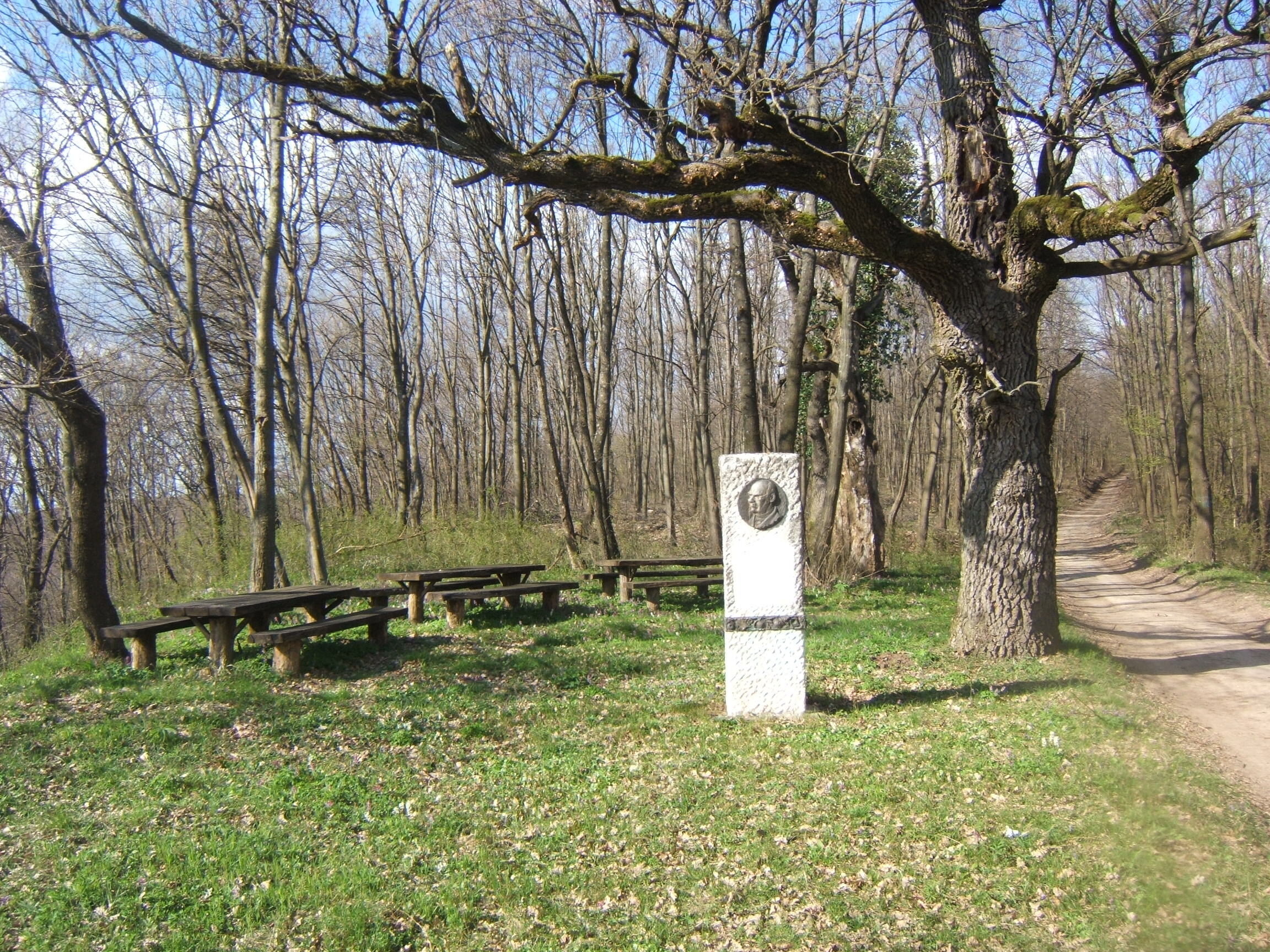
Az erdei pihenő a bronzkori földsáncnál

## Hozzá kapcsolódó személyek
- Itt született Hambuch Vendel